# Coppa delle nazioni africane femminile 2020
La Coppa delle nazioni africane femminile 2020, nota anche con la denominazione sponsorizzata Total Women's Africa Cup Of Nations 2020, doveva essere la quattordicesima edizione della massima competizione calcistica per nazionali femminili organizzata dalla Confédération Africaine de Football (CAF), la terza con questa denominazione. Sarebbe stata la prima edizione con dodici squadra partecipanti, anziché otto.
Il 30 giugno 2020, viste le restrizioni determinate dalla pandemia di COVID-19, il torneo è stato cancellato dalla CAF a causa di difficoltà organizzative.

## Scelta della sede
A fine settembre 2018 alla Repubblica del Congo era stata assegnata l'organizzazione del torneo. Tuttavia, l'8 luglio 2019 arrivò la rinuncia ad ospitare l'evento per problemi economici. Fino alla cancellazione dell'edizione 2020 la CAF non aveva designato la nuova nazione ospite né erano state presentate candidature ufficiali, ma sono manifestazioni d'interesse.

## Qualificazioni
Alla fase di qualificazioni erano state iscritte 36 nazionali, in quella che sarebbe stata l'edizione col maggior numero di squadre partecipanti fino ad allora. Il 4 dicembre 2019 venne effettuato il sorteggio per definire gli accoppiamenti per il primo turno di qualificazione, al quale avrebbero preso parte 28 squadre, mentre le otto squadre di fascia superiore sarebbero entrate nel secondo turno.